# Adolf von Krusenstierna
Adolf Vilhelm von Krusenstierna, född 17 juni 1851 i Karlskrona, död 18 juni 1926 i Stockholm, var en svensk jurist och ämbetsman.
Efter mogenhetsexamen 1869 skrevs Adolf von Krusenstierna samma år in som student vid Uppsala universitet, där han avlade juridisk preliminärexamen 1870 och juris utriusque kandidatexamen 1875. Samma år blev han auskultant i Svea hovrätt, extra ordinarie notarie samt extra ordinarie kanslist i Nedre justitierevisionen. Han utnämndes till vice häradshövding 1876. von Krusenstierna blev ordinarie kanslist i Ecklesiastikdepartementet 1877, sekreterare i patentlagkommittén 1877–1878, amanuens i Ecklesiastikdepartementet 1878 och kanslisekreterare 1882, var tillförordnat kansliråd och byråchef 1890–1891 samt utnämndes till kansliråd och byråchef i Ecklesiastikdepartementet 1893. Han erhöll avsked från kanslirådsämbetet 1918.
von Krusenstierna fungerade som sekreterare hos riksdagens första kammare vid riksdagarna 1881–1923 och sekreterare hos kyrkomötet 1893–1926.

## Utmärkelser
- Riddare av Nordstjärneorden 1886
- Riddare av Dannebrogorden 1888
- Kommendör av 2 klassen av Vasaorden 1897
- Kommendör av 2 klassen av Nordstjärneorden 1907
- Riddare av 2 klassen av Sankt Stanislausorden med kraschan 1910
- Kommendör av 1 klassen av Vasaorden 1914
- Kommendör av 1 klassen av Nordstjärneorden 1920